# Amtsgericht Geisa
Das Amtsgericht Geisa (bis 1879 Justizamt Geisa) war ein von 1850 bis 1949 bestehendes Gericht der ordentlichen Gerichtsbarkeit mit Sitz in der Stadt Geisa.

## Geschichte
Im Zuge der 1850 im Großherzogtum Sachsen-Weimar-Eisenach erfolgten Trennung der Rechtsprechung von der Verwaltung und Abschaffung der Patrimonialgerichte kam es zur Errichtung des Justizamtes Geisa, dessen Bezirk aus den damaligen Gemeinden Apfelbach, Bermbach, Borbels, Borsch, Bremen, Buttlar, Geblar, Geisa, Geismar, Gerstengrund, Ketten, Kranlucken, Mieswarz, Motzlar, Otzbach, Reinhards, Schleid, Spahl, Walkes, Wenigentaft, Wiesenfeld und Zitters des vorherigen Amtes Geisa gebildet wurde.
Mit Inkrafttreten des Gerichtsverfassungsgesetzes am 1. Oktober 1879 wurde das Justizamt in das Amtsgericht Geisa umgewandelt und gleichzeitig dem neu errichteten Landgericht Eisenach zugeordnet. Dabei wurde der Amtsgerichtsbezirk Geisa um den Ort Lenders vom aufgehobenen Justizamt Dermbach erweitert.
Das seit 1920 thüringische Amtsgericht Geisa wurde am 1. Oktober 1949 aufgehoben und dessen gesamter Bezirk dem Amtsgericht Vacha zugeteilt.

## Gerichtsgebäude
Das 1540 erbaute Gebäude diente zu Beginn als Kellerei und Kornspeicher. Vom Ende des 16. bis Anfang des 17. Jahrhunderts war das Gebäude im Besitz von Melchior von Dernbach genannt Graul, Amtmann in Brückenau, kaiserlicher Rat und fuldaischer Hofmarschall, Bruder des Fürstabtes Balthasar von Dernbach und Vater von Peter Philipp von Dernbach, dem späteren Fürstbischof von Bamberg und Würzburg. Unter den Fürstäbten Placidus von Droste (1678–1700) und Konstantin von Buttlar (1714–1726) wurde es zum Amtshaus und Gerichtssitz umgebaut. Obwohl das Amtsgericht Geisa im Rahmen einer Strukturreform 1949 aufgelöst wurde, hat das Gebäude diesen Namen bis auf den heutigen Tag behalten. Viele Jahre diente es als Wohn- und Bürohaus und zur Unterbringung des Schulhortes. Heute befindet sich im Amtsgerichtsgebäude das Gästehaus der Point Alpha Stiftung. Die Räume wurden aufwendig saniert und modernisiert. So entstand ein Anbau, der als moderner Tagungsraum, mit Platz für bis zu 120 Personen genutzt werden kann, außerdem stilvolle Hotelzimmer in einer interessanten Atmosphäre von alt und moderne. An das Amtsgericht grenzt westlich ein eingeschossiges Nebengebäude mit einer Tordurchfahrt, das die Wappen Konstantin von Buttlars trägt und früher das Gefängnis beherbergte.